# De Dion-Bouton Type IW
Der De Dion-Bouton Type IW ist ein Pkw-Modell aus der Zeit zwischen den beiden Weltkriegen. Hersteller war De Dion-Bouton aus Frankreich.

## Beschreibung
Das Modell erhielt am 8. November 1922 seine Zulassung von der nationalen Behörde. Es wurde in den Modelljahren 1923–1926 in Frankreich angeboten, im Vereinigten Königreich ein Jahr länger.
Der Vierzylindermotor hat 70 mm Bohrung, 120 mm Hub und 1847 cm³ Hubraum. Er war damals in Frankreich mit 10 Cheval fiscal (Steuer-PS) eingestuft. Mit der OHV-Ventilsteuerung leistet der Motor 28 BHP, also etwa 28 PS. Wie so viele Fahrzeuge aus dieser Zeit hat es ein festes Fahrgestell, Frontmotor, Kardanantrieb und Hinterradantrieb. Das Getriebe hat vier Gänge. Gebremst werden alle vier Räder.
Für das erste Modelljahr sind 2970 mm Radstand und 1300 mm Spurweite angegeben. Danach wurde der Radstand auf 3095 mm verlängert. Die Höchstgeschwindigkeit ist mit etwa 85 km/h angegeben.
Bekannt sind Aufbauten als Tourenwagen, Limousine, Landaulet, Coupé, Cabriolet und Roadster mit Notsitz.
Type IS mit SV-Ventilsteuerung ohne Vorderradbremsen, Type IT mit SV-Ventilsteuerung und Type IV mit OHV-Ventilsteuerung ohne Vorderradbremsen sind ähnlich, erhielten aber eigene Typencodes.